# Grafitti (album)
Grafitti je studijski album Janeza Bončine - Benča in glasbene skupine Junaki nočne kronike (YUNK). Album je bil posnet v Studiu Tivoli novembra 1989 in istega leta izdan pri založbi Magellan.
V naslovu je pravopisna napaka, saj se besedo pravilno napiše kot "graffiti" (slovensko pa "grafiti").

## Seznam skladb
| A stran | A stran                                         | A stran |
| Št.     | Naslov                                          | Dolžina |
| ------- | ----------------------------------------------- | ------- |
| 1.      | „Poslušam radio‟ (M. Lebar/J. Bončina)          | 4:54    |
| 2.      | „Lokalni seksualni vojak‟ (M. Lebar/J. Bončina) | 3:43    |
| 3.      | „Mlada in vroča kri‟ (M. Lebar/J. Bončina)      | 2:50    |
| 4.      | „Bar na končni postaji‟ (M. Lebar/B. Kastelic)  | 5:00    |
| 5.      | „Bokser‟ (M. Lebar)                             | 4:05    |

| B stran | B stran                                         | B stran |
| Št.     | Naslov                                          | Dolžina |
| ------- | ----------------------------------------------- | ------- |
| 1.      | „Grafitti‟ (J. Bončina)                         | 3:05    |
| 2.      | „Srečen sem, ker si nocoj ob meni‟ (J. Bončina) | 4:08    |
| 3.      | „Ognjerezi‟ (E. Šibenik Veterinni/A. Štebe)     | 4:33    |
| 4.      | „Dystonia invicta‟ (E. Šibenik Veterinni)       | 5:53    |
| 5.      | „Grafitti finale‟ (J. Bončina)                  | 2:14    |

## Zasedba

### Junaki nočne kronike
- Janez Bončina – solo vokal, akustična kitara
- Damian Brezovec Dolenski – bobni
- Marko Novak – bas
- Mare Lebar  – električne in akustične kitare
- Edi Šibenik Veterinni – klaviature in sintetizatorji

### Glasbeni gostje
- Meta Močnik Gruden – zbor (B1)
- Braco Doblekar – zbor (B1)